# Hrabstwo Lawrence (Ohio)
Hrabstwo Lawrence (ang. Lawrence County) – hrabstwo w stanie Ohio w Stanach Zjednoczonych. Obszar całkowity hrabstwa obejmuje powierzchnię 457,28 mil2 (1184,35 km²). Według danych z 2010 r. hrabstwo miało 62 450 mieszkańców. Hrabstwo powstało 21 grudnia 1815 roku i nosi imię Jamesa Lawrencea – dowódcy poległego w wojnie brytyjsko-amerykańskiej.

## Sąsiednie hrabstwa
- Hrabstwo Jackson (północ)
- Hrabstwo Gallia (północny wschód)
- Hrabstwo Cabell (Wirginia Zachodnia) (południowy wschód)
- Hrabstwo Wayne (Wirginia Zachodnia) (południe)
- Hrabstwo Boyd (Kentucky) (południowy zachód)
- Hrabstwo Greenup, Kentucky (południowy zachód)
- Hrabstwo Scioto (północny zachód)

## Miasta
- Ironton

## Wioski
- Burlington (CDP)
- Athalia
- Chesapeake
- Coal Grove
- Hanging Rock
- Proctorville
- South Point